# Eleccions regionals de Sardenya de 1989
Les eleccions regionals per a renovar el Consell Regional de Sardenya se celebraren l'11 de juny de 1989. La participació fou del 84,6%.
| ← Eleccions regionals de Sardenya, 1989 →               |           |        |        |
| Partits                                                 | vots      | %      | escons |
| Democràcia Cristiana Italiana (DC)                      | 361.116   | 35,0%  | 29     |
| Partit Comunista Italià (PCI)                           | 239.202   | 23,2%  | 19     |
| Partit Socialista Italià (PSI)                          | 144.505   | 14,0%  | 12     |
| Partit Sard d'Acció (PSd'Az)                            | 127.765   | 12,4%  | 10     |
| Partit Socialista Democràtic Italià (PSDI)              | 47.735    | 4,6%   | 4      |
| Partit Liberal Italià-Partit Republicà Italià (PLI-PRI) | 40.400    | 3,9%   | 3      |
| Moviment Social Italià - Dreta Nacional (MSI-DN)        | 36.583    | 3,5%   | 3      |
| Liste Verdi                                             | 28.634    | 2,8%   | -      |
| altres                                                  | 6.343     | 0,6%   | -      |
| Total                                                   | 1.032.583 | 100,00 | 80     |

Font Web del consell regional de Sardenya